# Snow Creek (wodospad)
Snow Creek (ang. Snow Creek Falls) – wodospad w Stanach Zjednoczonych, w stanie Kalifornia. Jego wysokość wynosi 183 m. Wpływa on do kanionu Tenaya, odnogi doliny Yosemite, powyżej jeziora Tenaya. Inną nazwą wodospadu jest Dome Cascade..